# Gare de Valergues - Lansargues
Gare de Valergues - Lansargues vasútállomás Franciaországban, Valergues településen.

## Vasútvonalak
Az állomást az alábbi vasútvonalak érintik:
- Tarascon–Sète-Ville-vasútvonal

## Kapcsolódó állomások
A vasútállomáshoz az alábbi állomások vannak a legközelebb:
- Gare de Lunel-Viel (Gare de Tarascon, Tarascon–Sète-Ville-vasútvonal)
- Gare de Baillargues (Gare de Sète, Tarascon–Sète-Ville-vasútvonal)